# 경향잡지
경향잡지(京鄕雜誌)는 1906년에 창간된 대한민국에서 제일 오래된 정기간행물로, 한국 천주교 주교회의, 한국천주교중앙협의회에서 발행하는 월간지 형태의 천주교 잡지이다. 1946년 8월에 복간된 경향잡지는 월간 18면으로 발행되었는데, 1950년 한국 전쟁 발발로 휴간하였다가 휴전 이후 복간하여 현재까지 발행되고 있다.

## 연혁
- 1906년 10월 19일: 경항신문의 부록인 주간지 《보감》(寶鑑)으로 창간, 발행인 안 플로리아노 신부
- 1910년 1월 15일: 제6권 221호부터 경향잡지로 명칭 변경
- 1945년 ~ 1946년: 휴간
- 1950년 ~ 1953년: 한국전쟁 기간 휴간
- 1953년 7월 1일: 복간
- 1972년 : 발행인 김수환
- 2008년 : 발행인 장익, 편집인 배영호

## 참고 문헌
- 이 문서에는 다음커뮤니케이션(현 카카오)에서 GFDL 또는 CC-SA 라이선스로 배포한 글로벌 세계대백과사전의 "《경향잡지》" 항목을 기초로 작성된 글이 포함되어 있습니다.

## 같이 보기
- 경향신문
- 경향신문 (1906년)